# بال غابور
بال غابور (بالمجرية: Gábor Pál)‏ هو كاتب سيناريو ومخرج مجري، ولد في 2 نوفمبر 1932 في بودابست في المجر، وتوفي في 21 أكتوبر 1987 في روما في إيطاليا.

## وصلات خارجية
- بال غابور على موقع IMDb (الإنجليزية)
- بال غابور على موقع ألو سيني (الفرنسية)
- بال غابور على موقع أول موفي (الإنجليزية)
- بال غابور على موقع قاعدة بيانات الأفلام السويدية (السويدية)
- بال غابور على موقع قاعدة بيانات الفيلم (الإنجليزية)
- بال غابور على موقع كينوبويسك (الروسية)